# Paul Marshall (nadador)
Paul Marshall (Reino Unido, 28 de abril de 1961-23 de mayo de 2009) fue un nadador británico especializado en pruebas de estilo libre, donde consiguió ser medallista de bronce olímpico en 1980 en los 4x100 metros estilos. Fue el único nadador de raza negra en competir en esas Olimpiadas.

## Carrera deportiva
En los Juegos Olímpicos de Moscú 1980 ganó la medalla de bronce en los relevos de 4x100 metros estilos, con un tiempo de 3:47.71 segundos, tras Australia (oro) y la Unión Soviética (plata), siendo sus compañeros de equipo los nadadores: Gary Abraham, Duncan Goodhew, David Lowe, Martin Smith y Mark Taylor.